# Bushism

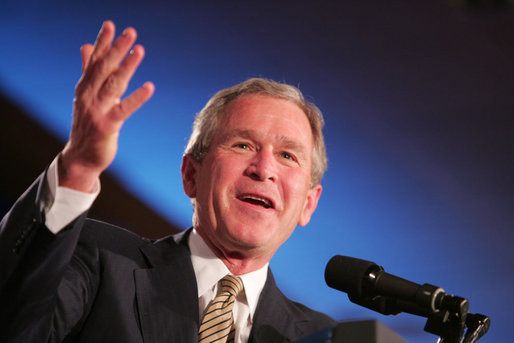
President George W. Bush

Bushismer syftar på språkligt utmärkande uttalanden som George W. Bush, och i någon mån hans far George H.W. Bush, gjort. Det kan handla om sådant som fel ordval, felaktigt uttal, syftningsfel och så vidare. Begreppet används på engelska, främst i USA, men har även i viss omfattning börjat användas på svenska.[källa behövs] Det finns både böcker och webbplatser som tar upp bushismer.
En vanlig bushism är George W. Bushs uttal av det engelska ordet nuclear (på svenska: kärn-, nukleär), som av honom uttalas "nucular". Udda meningskonstruktioner är också vanliga. George W. Bush har exempelvis gjort följande uttalande: I am here to make an announcement that this Thursday, ticket counters and airplanes will fly out of Ronald Reagan Airport. (Fritt översatt till svenska: Jag är här för att meddela att biljettdiskar och flygplan kommer att flyga från Ronald Reagan-flygplatsen på torsdag.) Exemplet visar att bushismer kan vara svåra att översätta direkt till svenska.[källa behövs]
En annan vanlig bushism är användandet av dubbla modala hjälpverb, som "musta could've" (must have could have), vilket skulle vara jämförbart med om någon på svenska sade att han eller hon "måste kunde" någonting. Det har också hänt att George W. Bush råkat byta plats på vokaler och dylikt. Han har exempelvis talat om "mexed missages" (mixed messages) och "terriers and bariffs" (barriers and tariffs). Det har även hänt att han slagit ihop två ord till nya udda konstruktioner. Exempel på detta är "tacular" (en sammanslagning eller så kallad portmanteau av tactical and "nucular," egentligen nuclear) samt "misunderestimated" (av misunderstood och underestimated). Det första exemplet är jämförbart med om någon sagt "takleär" (av taktisk och nukleär), medan det andra exemplet är en sammanslagning av orden missförstådd och underskattad. "Misunderestimated" skulle alltså på svenska bli något i stil med "missunderskattad".